# Allobates wayuu
Allobates wayuu е вид земноводно от семейство Aromobatidae. Видът е световно застрашен, със статут Уязвим.

## Разпространение
Разпространен е в Колумбия.